# Movimento Artístico de Coimbra
O Movimento Artístico de Coimbra  é uma Associação de Artistas das Artes Modernas e Contemporâneas, sediada na cidade de Coimbra , em Portugal. O Movimento Artístico de Coimbra dedica a sua actividade sobretudo na divulgação da arte dos seus associados e um dos objectivos é promover e desenvolver iniciativas no campo das Artes Plásticas e favorecer a expansão de outras formas de Arte e Cultura, e integram-se nos objectivos do M. A. C. a realização de exposições, colóquios, conferências, reuniões, palestras, convívios e outras actividades no domínio da arte e da cultura.
Esta associação nasceu da iniciativa e reflexão de Artistas que participaram numa exposição de Artes Plásticas, no ano das comemorações da data de nascimento do Professor Elísio de Moura, que se realizou no Museu Nacional de Machado de Castro, entre 5 a 11 Junho de 1978, para abrir novos horizontes na cultura contemporânea, para fundar um “ Movimento Associativo “.
Em Dezembro de 1978 houve a primeira reunião para a implementação do nascimento social efectivo do Movimento Artístico de Coimbra , e que veio a ser formalizada com o registo oficial de estatutos em escritura pública e publicação no Diário da República, III série, fls. 8400 de 21 de Agosto de 1985.
Os artistas do M. A. C.  envolvem-se num espírito de capacidade criativa, inesgotável imaginação, projecção de estatuto artístico, interpretação do mundo no universo espacial, registando a beleza através do olhar e sensibilidade.
Em Maio de 2009, fazem parte da associação, perto de 650 associados.